# Чахеев, Андрей Леонидович
Андрей Леонидович Чахеев (род. 7 октября 1951, Раздолье, Чкаловская область) — советский российский металлург, машиностроитель. Принимал участие в создании и освоении серийного производства плавающих двухзвенных транспортеров высокой проходимости и большой грузоподъемности ДТ-10П и ДТ-30П.
Лауреат Государственной премии РФ «За создание и освоение серийного производства плавающих двухзвенных гусеничных транспортеров высокой проходимости и большой грузоподъемности ДТ-10П и ДТ-30П» (1994).
Сейчас проживает в Москве.

## Образование
- Всесоюзный заочный политехнический институт (1980), инженер-технолог.

## Трудовая деятельность
- с 1972 — на Новотроицком заводе хромовых соединений (Оренбургская область);
- с 1977 — в ПО «Нижнекамскнефтехим» (ТАССР);
- в 1980—2004 — Ишимбайский завод транспортного машиностроения «Витязь»: инженер-технолог, начальник бюро, заместитель главного металлурга, главный металлург, в 1994—2003 — заместитель генерального директора по коммерческим вопросам.